# 1513 Matra
Matra (asteróide 1513) é um asteróide da cintura principal, a 1,9768396 UA. Possui uma excentricidade de 0,0984151 e um período orbital de 1 185,88 dias (3,25 anos).
Matra tem uma velocidade orbital média de 20,11455177 km/s e uma inclinação de 3,97533º.
Esse asteróide foi descoberto em 10 de Março de 1940 por György Kulin.